# Графтон (Нью-Йорк)
Графтон (англ. Grafton) — місто (англ. town) в США, в окрузі Ренсселер штату Нью-Йорк. Населення — 2051 особа (2020).

## Демографія
Згідно з переписом 2010 року, у місті мешкало 2130 осіб у 830 домогосподарствах у складі 603 родин. Було 1188 помешкань
Расовий склад населення:
| - 96,9 % — білих - 1,0 % — азіатів - 0,3 % — корінних американців - 0,2 % — чорних або афроамериканців |

До двох чи більше рас належало 1,5 %. Частка іспаномовних становила 0,9 % від усіх жителів.
За віковим діапазоном населення розподілялося таким чином: 22,1 % — особи молодші 18 років, 66,3 % — особи у віці 18—64 років, 11,6 % — особи у віці 65 років та старші. Медіана віку мешканця становила 41,6 року. На 100 осіб жіночої статі у місті припадало 102,5 чоловіків;  на 100 жінок у віці від 18 років та старших — 101,9 чоловіків також старших 18 років.
Середній дохід на одне домашнє господарство  становив 79 611 долар США (медіана — 65 465), а середній дохід на одну сім'ю — 88 017 доларів (медіана — 78 750). Медіана доходів становила 56 483 долари для чоловіків та 49 875 доларів для жінок. За межею бідності перебувало 9,8 % осіб, у тому числі 26,5 % дітей у віці до 18 років та 3,2 % осіб у віці 65 років та старших.
Цивільне працевлаштоване населення становило 1214 осіб. Основні галузі зайнятості: освіта, охорона здоров'я та соціальна допомога — 27,9 %, роздрібна торгівля — 12,1 %, виробництво — 11,0 %.